# 朱拉曆
朱拉曆（巴利語：Culāsakaraj；緬甸語： 緬甸語發音：[kɔ́zà θɛʔkəɹɪʔ]；高棉語： Chulasakarach，皇家轉寫：Chunlasakkarat，泰語發音：[t͡ɕũn˧.lä˥.säk̚˩.kä˩.räːt̚˨˩]），又譯高扎曆，是東南亞國家使用的一種陰陽曆。這種曆又被稱為小曆。在泰語中，朱拉曆紀年簡寫為。
朱拉曆的字面意思是「塞迦小曆」。這一曆法於640年由室利差呾羅王國發明，638年3月22日被確定為此曆法的0年的第一天。此曆法是對之前塞迦大曆大幅修正後創立的。此後，這一曆法被蒲甘王國繼續使用。清邁（蘭納）、清盛、西雙版納（景隴）及其附近的泰族小國於11世紀中葉臣服於蒲甘的國王阿奴律陀，並接受了這個曆法，但南奔和素可泰除外。後來，又稱為高棉帝國的標準曆法。16世紀，此曆法被阿瑜陀耶王國和瀾滄王國所採納。
泰國此後一直將其作為標準曆法，直至1889年4月1日被朱拉隆功下令廢止，改為拉達那哥欣曆。自此以後，朱拉曆不再是任何國家的標準曆法。現今泰國採用佛曆紀年，但朱拉曆紀年仍被泰國歷史學家廣泛使用。